# Nengo Nengo
Nengo Nengo (anche Nengonengo) è un piccolo atollo appartenente all'arcipelago delle Isole Tuamotu nella Polinesia francese. È localizzato 53 km a sud-est di Ravahere, il più vicino, e 100 km a sud-ovest di Hao.

## Geografia
L'atollo Nengo Nengo ha una forma grossolanamente simile a quella di una campana. Misura 13 km in lunghezza per una larghezza massima di 8 km. Possiede una vasta laguna con una superficie di 67 km2, ma non vi sono passaggi per accedervi.
Nengo Nengo ha 54 abitanti.

## Storia
Il primo europeo di cui si abbia notizia a giungere a Nengo Nengo fu il navigatore inglese Samuel Wallis nel 1767; egli chiamò l'atollo Principe William Henry.
Il piccolo aeroporto privato di Nengo Nengo è stato inaugurato nel 1993.

## Amministrazione
Nengo Nengo fa parte del comune di Hao (centro principale: Otepa), che comprende anche Ahunui (disabitata), Manuhangi (disabitata) e Paraoa (disabitata).